# جمعية بين الكواكب البريطانية
جمعية بين الكواكب البريطانية (BIS) تأسست في ليفربول في عام 1933. تعتبر أقدم منظمة للدفاع عن الفضاء في العالم. هدفها هو حصرا لدعم وتشجيع الملاحة الفضائية واستكشاف الفضاء.

## التأسيس
هي منظمة غير ربحية مقرها في لندن ويتم تمويلها من مساهمات الأعضاء. تنشر BIS مجلة أكاديمية.

## موقعها
تقع على طريق جنوب لامبيث (A203) بالقرب من محطة فوكسهول ، وليست بعيدده عن مبنى المخابرات السرية.

## المنشورات
في عام 2008 نشرت الجمعية «الكواكب» وهو آخر تاريخ نشر للجمعية حتى الآن.